# Macraspis testaceipennis
Macraspis testaceipennis är en skalbaggsart som beskrevs av Ohaus 1898. Macraspis testaceipennis ingår i släktet Macraspis och familjen Rutelidae. Inga underarter finns listade i Catalogue of Life.